# Land Sharks vs. Sea Dogs
Land Sharks vs. Sea Dogs è un cortometraggio muto del 1912 diretto da Hobart Bosworth.

## Produzione
Il film fu prodotto dalla Selig Polyscope Company.

## Distribuzione
Distribuito dalla General Film Company, il film - un cortometraggio di 200 metri - uscì nelle sale cinematografiche statunitensi il 23 agosto 1912.